# フィリップ・ドー

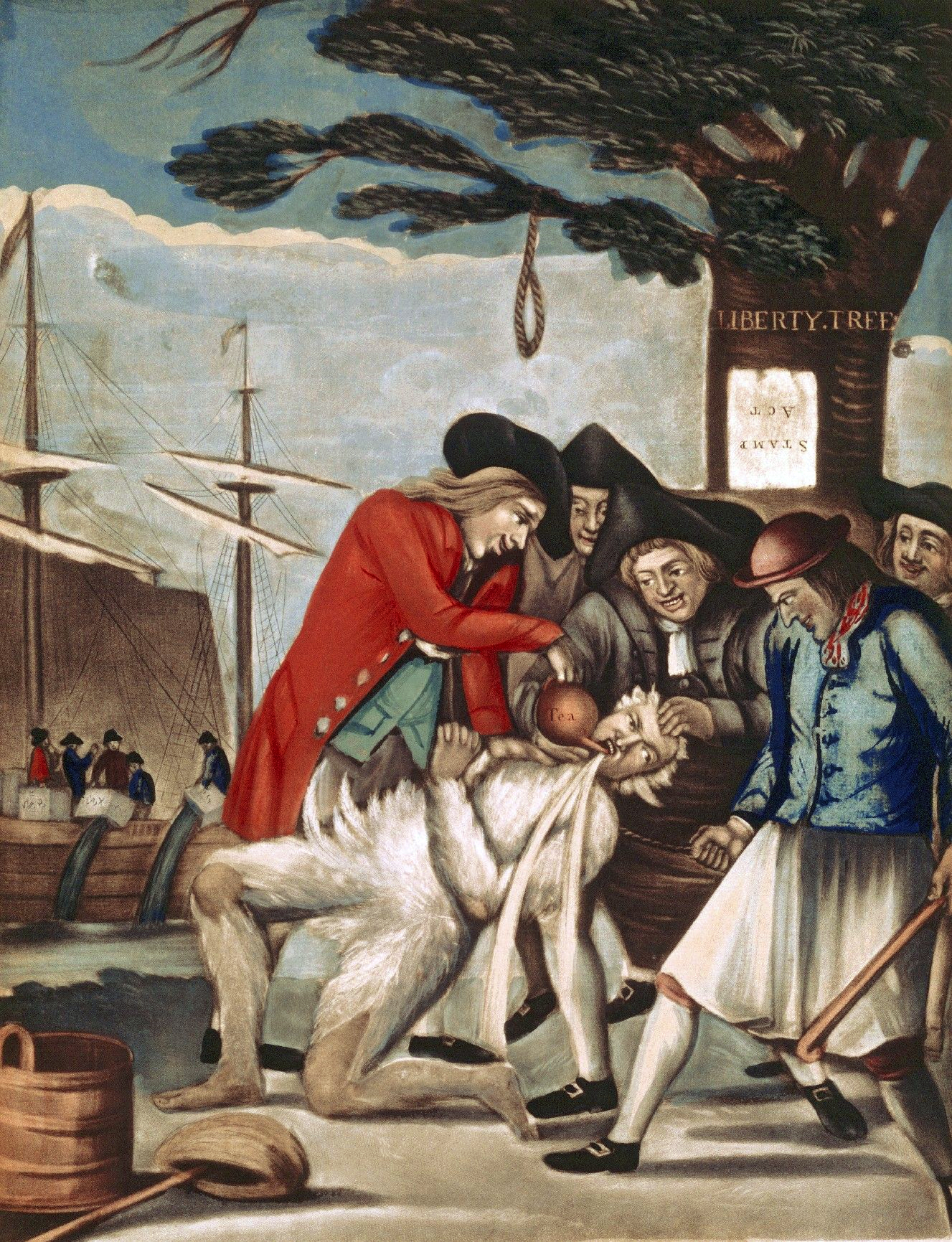
『"Bostonians Paying the Excise-Man, or Tarring and Feathering"』1774年。

フィリップ・ドー（Philip Dawe、1730年ころ? - 1832年8月13日）は、イングランドのメゾチント版画家、芸術家、政治風刺家。彼は、1730年代にロンドンで、商家の息子として生まれたと考えられている。彼はロンドンのケンティッシュ・タウンで死去した。妻ジェーン (Jane) との間に6人の子どもをもうけ、そのうちの3人、ジョージ・ドー、ヘンリー・エドワード・ドー、ジェームズ・フィリップ・ドー (James Philip Dawe) は、長じて芸術家となった。
ドーは、ヘンリー・モーランドの下で徒弟修行をし、モアランドの息子ジョージ・モーランドの名親となった。ドーは、浮沈が多かったジョージ・モーランドの生涯を通して、変わらぬ強い友情をもち続けた。ドーの息子のひとりジョージ (George) は、モーランドの伝記『The Life of George Morland with Remarks on His Works』を1807年に出版した。
フィリップ・ドーは、ウィリアム・ホガースの下で働いたこともあった。ドーは、自らの作品も残したが、彼がたずさわった仕事の多くは、他の芸術家の作品から版画を作成することであった。

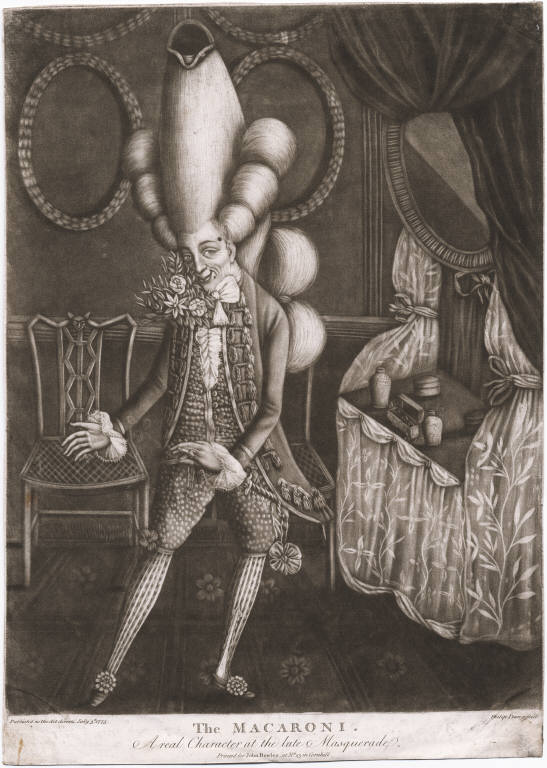
フィリップ・ドーによるメゾチント（凹版画）『The Macaroni. A real Character at the late Masquerade』1773年。（題名は、「マカロニ。夜更けの仮面舞踏会に本当にいた人物」の意。）

ドーが描いた政治風刺のいくつかの漫画は、ボストン茶会事件の一連の出来事も捉えており、R・T・H・ホールジー (R.T.H. Halsey) の著書『The Boston Port Bill as Pictured by a Contemporary London Cartoonist』の中で言及されている。そうした漫画作品には、「The Bostonians in Distress」、「The Alternative of Williams-Burg」、「The Butcher’s Wife Dressing for the Pantheon」などがあった。こうした漫画作品は単純な様式で描かれていたが、正確な観察とコメントが付けられていた。1774年、ドーは代表作とされる『"Bostonians Paying the Excise-Man, or Tarring and Feathering"』（徴税人に支払うボストン市民、あるいは、タール羽の刑）を発表した。